# Dolgen (Feldberger Seenlandschaft)
Dolgen ist ein Ortsteil der Gemeinde Feldberger Seenlandschaft im Südosten des Landkreises Mecklenburgische Seenplatte in Mecklenburg-Vorpommern.

## Geografie und Verkehrsanbindung
Dolgen liegt nordwestlich der Stadt Feldberg an den Kreisstraßen K 92 und K 93. Nordöstlich verläuft die Landesstraße L 34 und nordwestlich die B 198. Südöstlich erstreckt sich der 69 ha große Dolgener See, nach dem der Ort von den Slawen auch benannt wurde (slaw. dolgo- „lang“).

## Sehenswürdigkeiten

### Baudenkmale
In der Liste der Baudenkmale in Feldberger Seenlandschaft sind für Dolgen vier Baudenkmale aufgeführt, darunter die Dorfkirche Dolgen.